# Население Австро-Венгрии
Австро-Венгрия была третьим по населённости государством Европы (после России и Германии), и вторым государством в мире после России по численности славянского населения.
По последней переписи 1914 года всего на площади 625 337 км² в стране проживало 52,7 млн жителей. Как и любая крупнейшая империя в мировой истории, Австро-Венгрия отличалась пестротой национального, религиозного и языкового состава населения, в связи с чем в антиавстрийской пропаганде XIX века страну сравнивали с лоскутным одеялом. Межэтнические конфликты, присущие и другим многонациональным государствам, использовались геополитическими противниками империи для её дестабилизации. Распад империи в 1918 году и образование этнократических государств стал прямым следствием поражения страны в Первой мировой войне, а само понятие балканизация стало термином, обозначающим распад государства с дальнейшей фрагментацией вновь образованных политических субъектов, вступающих затем во взаимные конфликты вплоть до вооружённых.

## Статистика
Население Австро-Венгрии (переписи):
| Год  | Население  |
| ---- | ---------- |
| 1869 | 35 730 400 |
| 1870 | 37 500 000 |
| 1880 | 37 883 300 |
| 1890 | 41 718 800 |
| 1900 | 45 176 600 |
| 1910 | 49 458 500 |
| 1914 | 52 749 900 |

### Национальный состав населения

Распределение населения Австро-Венгрии по языковым группам на 1910 год.

Национальный состав населения Австро-Венгрии по данным переписи 1910: немцы — 23,5 %, венгры — 19,1 %, чехи и словаки — 16,5 %, сербы и хорваты — 10,5 %, поляки — 10 %, русины — 8 %, румыны — 6,5 %, словенцы — 2,5 %, прочие (итальянцы, евреи, цыгане) — 3,4 %.

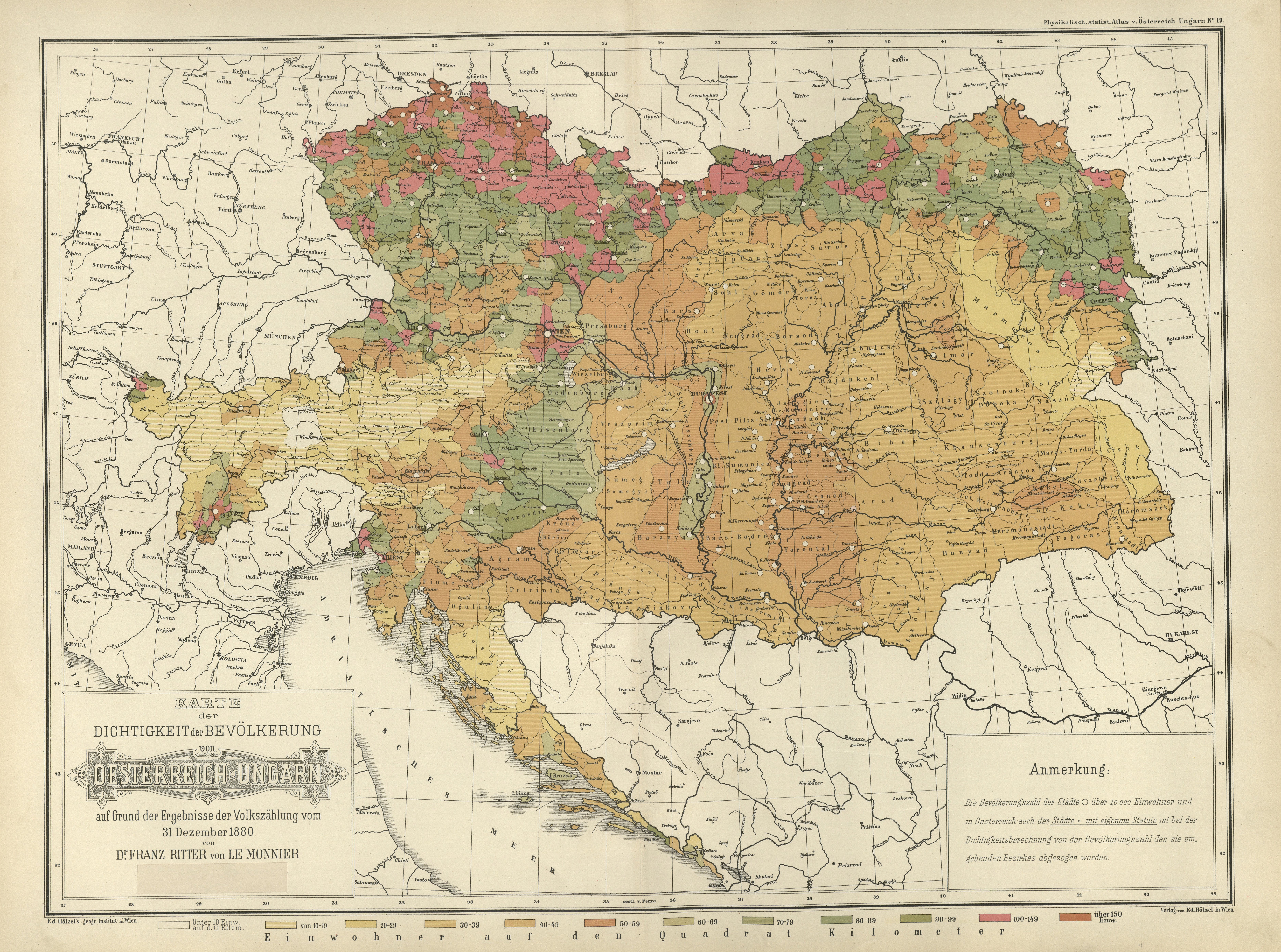
Карта плотности населения Австро-Венгрии по результатам переписи населения 31 декабря 1880 года.

Национальный, языковой и религиозный состав империи не был статичным. К примеру, в период между 1859 и 1866 годами, в связи с потерей большей части итальянских земель Венеции и Ломбардии, итальянцы перестали играть весомую роль в жизни империи. Оставшиеся в её пределах итальянские общины Истрии и Далмации постепенно маргинализировались среди расселяющихся здесь хорватов и словенцев. Ретороманцы Тироля в свою очередь также долгое время записывались как «итальянцы». С другой стороны, в 1911 году в состав империи вошли Босния и Герцеговина, имевшие в том числе и значительную (30 %) долю славян-мусульман.
«Титульными народами» традиционно считали немцев («швабов»), а после 1848 года, — также и венгров. Их объединяло желание подчинить менее привилегированные романские и славянские народы. Однако противоречия между немцами и венграми сохранялись, поскольку первые пытались пользоваться военными способностями последних в качестве своей главной ударной силы в конфликтах с соседними государствами.
Политика немецкой элиты в отношении тех или иных народов часто менялась в зависимости от внешнеполитической конъюнктуры: на последнем этапе своего существования начались «заигрывания» с польским меньшинством, сосредоточенным в Предкарпатье и в Галиции. Их целью было настроить польское население Российской империи проавстрийски. После объявления войны России немцы дo максимума расширили языковые права австрийских поляков.

## Межнациональные отношения
Давние и постепенно накапливающиеся межэтнические, языковые и социальные противоречия «лоскутной» империи вышли на поверхность в ходе Первой мировой войны. При этом особенно заметными они стали для «внешних» наблюдателей, которые пытались ими воспользоваться.

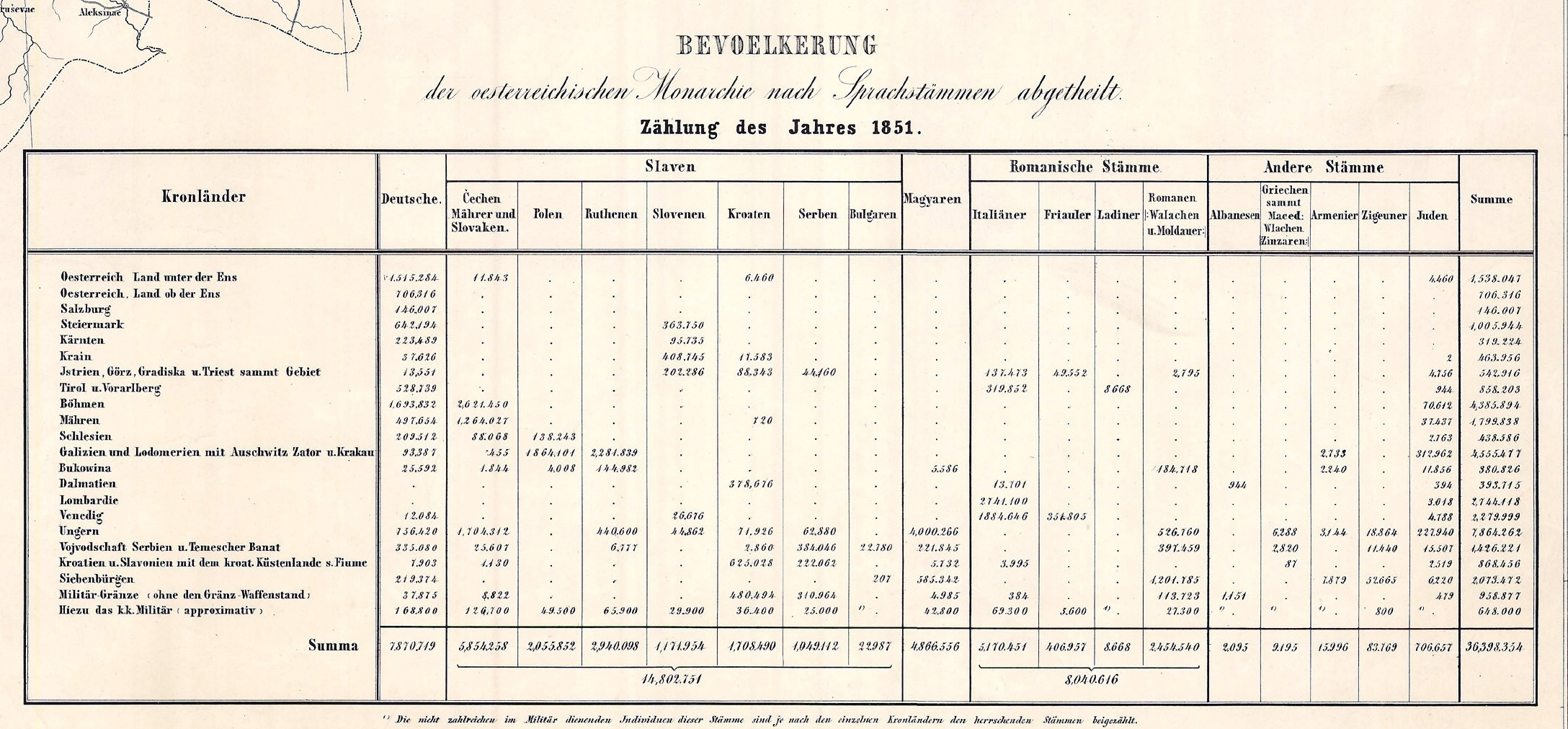
Этнический состав населения Австро-Венгерской империи по переписи 1851 года

К примеру, российская власть, а вслед за ней и российская армия, проявили дифференцированное отношение к различным этническим группам австро-венгерских войск, в особенности к военнопленным, а также к жителям временно оккупированных славянских территорий. Пленные славяне, прежде всего симпатизировавшие русским чехи и словаки, были наделены целым рядом привилегий, на основе которых после Февральской революции в России (в апреле — июне 1917 г.) появился Чехословацкий корпус из военнопленных австро-венгерской армии и русских подданных чешской и словацкой национальностей с целью для участия в боевых действиях в составе русской армии.
Даже весьма далекий от австро-венгерских реалий американский корреспондент Джон Рид подметил всю остроту национально-языковых противоречий в империи в своих записках о встречe летом 1915 года с колонной австрийских пленных, конвоируемых двумя донскими казаками:

«Их было тридцать, и между этими тридцатью было представлено пять наций: чехи, кроаты (хорваты), мадьяры, поляки и австрийцы. Один кроат, два мадьяра и три чеха не знали ни слова на каком-либо языке, кроме своего родного, и, конечно, ни один австриец не знал ни звука по-богемски, кроатски, венгерски или польски. Между австрийцами были тирольцы, венцы и полуитальянцы из Пола. Кроаты ненавидели мадьяр, мадьяры ненавидели австрийцев, а что касается чехов, то никто из остальных не стал бы с ними разговаривать. Кроме того, все они резко отличались друг от друга по социальному положению, причем каждый стоявший на высшей ступени с презрением смотрел на низшего… Как образчик армии Франца-Иосифа, группа эта была весьма показательна».
— http://histrf.ru/biblioteka/pamyatniki-geroyam-pervoy-mirovoy/100-let/narody-avstro-vienghrii-v-piervoi-mirovoi-voinie-ghlazami-russkogho-protivnika

## Языковой вопрос
Языковой и алфавитный вопросы всегда были на повестке внутриимперских дел. Их несколько раз пытались решить, но ими также пытались и манипулировать поначалу австрийско-немецкая верхушка, затем венгры и поляки. По последней переписи 71 % населения Австро-Венгрии заявило своём владении немецким языком в той или иной степени. Однако немецкий был родным лишь для 36,8 % населения империи, и эта доля постепенно сокращалась из-за демографического взрыва в среде более сельских народов. Так чехи вернули себе уверенное большинство в Праге и Плзене, приблизились к половине населения в г. Брно. Немцы вынуждены были признать права так называемых местных языков (Landübliche Sprache), хотя манипуляции и стравливания одних меньшинств с другими продолжались. К примеру, стандартный итальянский (тосканский) язык признавался австрийскими властями «культурным» (Kultursprache) и годным к употреблению в Венеции и Ломбардии, хотя население этих регионов общалось не на нём, а на весьма далеких от него и друг от друга местных идиомах. При этом славянские языки культурными не признавались в принципе, а попытки использования литературного русского языка, например в русинской среде, пресекались. Однако Российская империя на тот момент была единственным независимым славянским государством мира и к русскому языку активно обращались все народы империи, в первую очередь так называемые чешские «будители», так как именно в чешской среде вопрос о выживании стоял особенно остро. Попытки немцев очернить и публично унизить носителей славянских языков привели к обратному результату: на борьбу за свои языки встали словенцы и хорваты. Наиболее значительных успехов на этом поприще достигли венгры: после успехов 1848 года в Транслейтании развернулась активная мадьяризация румын, русин, цыган, евреев и словаков.
В 1867 году хорватский язык стал равным по статусу итальянскому в Далмации. В 1869 году польский стал официальным языком Галиции вместо немецкого. Парадокс однако был в том что сама Галиция была преимущественно украино- и русиноязычной, а в собственно польcких землях в районе Кракова использование польского в официальной сфере было ограничено вплоть до Первой мировой войны. Политика «разделяй и властвуй» таким образом была наглядно реализована немецко-венгерской верхушкой в регионах империи. Однако в среде преимущественно сельских славянских народов сохранялась более высокая рождаемость, что помогало им компенсировать потери от ассимиляции. К 1882 году словенцы смогли заменить немецкий язык словенским в Каринтии. В этом же году Карлов университет был разделен на чешскую и немецкую ветви.
В результате к концу XIX века в Богемии и Моравии развернулась острейшая борьба за административные ресурсы между носителями чешского и немецкого языков, в которой чехи вышли фактическими победителями. Определённых успехов смогли добиться и относительно малочисленные словенцы. В Галиции поляки также сумели получить языковую монополию, а заодно и право на полонизацию западно-украинских земель. Самыми бесправными в языковом отношении народами империи оставались румыны, русины и украинцы, словаки, евреи и цыгане. Примечательно что все они проживали в венгерской части империи. Румыны Трансильвании, молдоване Буковины, закарпатские русины, гуцулы, русские староверы и украинцы, письменность которых зародилась и долгое время развивалась на кириллице, также подвергались и алфавитным гонениям со стороны латинизаторов.